# محوطه چگرد
محوطه چگرد مربوط به دوره اشکانیان - دوره ساسانیان است و در شهرستان گلشن، دهستان جالق، ۲/۵ کیلومتری شرق روستای چگرد واقع شده و این اثر در تاریخ ۲۸ اسفند ۱۳۸۵ با شمارهٔ ثبت ۱۸۹۴۳ به‌عنوان یکی از آثار ملی ایران به ثبت رسیده است.